# Blue Delight
Blue Delight ist ein Jazzalbum von Sun Ra. Die 1988 in den Variety Studios, New York City, entstandenen Aufnahmen erschienen 1989 auf A&M Records.

## Hintergrund
Blue Delight bietet auch ein Programm mit einer Reihe von Standards, gemischt mit Eigenkompositionen des Bandleaders. Das Arkestra spielte hier in erweiterter Besetzung mit den Gastmusikern Tommy Turrentine und Billy Higgins; außerdem kehrten Julian Priester und weitere Arkestra-Alumni für diese Aufnahmesession in die Band zurück. Obwohl Sun Ra auch Synthesizer spielt, verwendete er für die Soli zumeist das Piano.

## Titelliste
- Sun Ra: Blue Delight (A&M Records CD 5260)[1]

1. Blue Delight 11:10
2. Out of Nowhere (Edward Heyman, Johnny Green) 5:26
3. Sunrise 11:48
4. They Dwell on Other Planes 14:41
5. Gone with the Wind (Allie Wrubel, Herbert Magidson) 5:51
6. Your Guest Is As Good As Mine 5:53
7. Nashira (Julian Priester) 4:09
8. Days of Wine and Roses (Henry Mancini) 6:58

Soweit nicht anders vermerkt, stammen die Kompositionen von Sun Ra.

## Rezeption
Nach Ansicht von Richard Cook und Brian Morton, die das Album in The Penguin Guide to Jazz mit dreieinhalb Sternen auszeichneten, waren die 1980er-Jahre für das Arkestra eine Phase stetiger, aber oft auch fantasieloser Konsolidierung. Die Musik Sun Ras wurde schließlich zu einem „Stil“. Mit Alben wie Reflections in Blue und Hours After, entstanden Ende 1986, habe sich der Bandleader vor allem auf dem Mainstream Jazz nahe Kompositionen fokussiert, was auch weitestgehend das Grundmuster von Blue Delight und Purple Night sei, die ganz unerwartet beim Label A&M erschienen. Die Anwesenheit von Gaststars auf beiden Alben unterstreiche die ungewohnt glatte, „Showbusiness“-mäßige Anmutung.
Sean Westergaard verlieh dem Album in Allmusic viereinhalb Sterne und schrieb, Blue Delight sei eine großartige Aufnahme aus der Spätzeit des Arkestra, die bemerkenswert sei. Die Band swinge mächtig von Anfang bis Ende; John Gilmore spiele fast auf jedem Titel ein Solo. Auch wenn das Album vergriffen ist, lohne es sich, danach zu suchen.